# 台中市公車202路
台中市公車202路目前自愛心家園醫護室行駛至豐原，行經樹德路，主要行駛於精武路、樹德路、軍功路、豐興路、鎌村路，為豐原北太平線。

## 歷史
- 2013年1月1日：移撥為臺中市公車，原為公路客運6504（臺中－樹德路－豐原）。
- 2014年1月1日：增加停靠「軍功松竹路口」。
- 2014年12月8日：原起點「臺中火車站」延駛至「豐富公園」並，將路線名稱由台中火車站－豐原（經樹德路）更改為「豐富公園－豐原（經樹德路）」，延駛後途中新增「三民西柳川東路口」、「三民西民興街口」、「奉順宮」、「公館公園（自由路）」、「地方法院」、「臺中女中」、「民權繼光街口」站位，其中「臺中火車站」、「干城站」改為雙邊設站，並取消停靠「彰化銀行（自由路）」及「電力公司」站位。
- 2015年4月1日：「臺中火車站」（往豐富公園方向）站牌由中區建國路105號遷移至中區建國路97號。
- 2016年2月5日：「干城站」（往豐富公園方向站位）往臺中火車站方向遷移至「雙十路一段29號」。
- 2016年7月18日：由豐富公園端延駛至「愛心家園醫護室」，延駛後路線名稱不變。
- 2016年9月15日：「十甲社區」及「保安醫院」分別更名為「精武進化路口」及「精武東振福路口」。
- 2017年8月20日：「豐原郵局」更名為「臺灣企銀（豐原郵局）」。
- 2017年9月9日：配合東區「精武路地下道填平工程」道路管制禁止通行，2017年9月9日起改道為「精武路－進化路－自由路－旱溪東路－中山路」，改道後行經之既有站位皆停靠，並暫時取消停靠「精武進化路口」站位。[2]
- 2017年11月1日：配合「圓環東路地下道填平工程」道路管制通行，2017年11月1日起改道為「市政路－育仁路－豐南街－中山路」，改道後暫時取消停靠「圓環東自強南街口」，改道行經之既有站位皆停靠。[3]
- 2018年8月30日：豐原端平日增開06:00班次。
- 2018年10月29日：「新興」更名為「潭子聯合辦公大樓」。
- 2019年1月1日：「臺中火車站」更名為「臺中車站(民族路口)」。
- 2019年10月1日：調整部分班次發車時刻。
- 2019年10月17日：調整部分班次發車時刻。
- 2023年2月15日：增設「軍功軍福八路口」既有站位。[4]
- 2023年9月18日：調整部分班次發車時刻。
- 2024年5月15日：「福德祠」更名為「福德祠(豐興路)」。
- 2025年6月1日：「新光里(中山路)」更名為「新福里(中山路)」。

## 路線基本資料
單程行車里數約20.4公里，單程行車時間約1小時16分。往豐原共57站，往愛心家園醫護室共56站。
自愛心家園醫護室起，經東興路一段、文心南五路、精誠南路、三民西路、自由路一段、民權路、建國路、雙十路、精武路、中山路四段、精武東路、樹德路、軍功路、豐興路、鎌村路、田心路、市政路、圓環東路、中山路、中正路、和平街、三民路行駛至豐原，回程自豐原起，經三民路、信義街、中正路，其餘路線與去程相同。

### 時刻表
- 時刻表更新時間為2025年3月9日。
- 時刻表僅供參考，請以豐原客運網站公告為準。

| 台中市公車202路平日時刻列表 | 台中市公車202路平日時刻列表 | 台中市公車202路平日時刻列表 | 台中市公車202路平日時刻列表 |
| --------------------------- | --------------------------- | --------------------------- | --------------------------- |
| 愛心家園醫護室開時刻        | 愛心家園醫護室開備註        | 豐原開時刻                  | 豐原開備註                  |
| 06:00                       | -                           | 06:10                       | -                           |
| 07:20                       | -                           | 09:15                       | -                           |
| 08:50                       | -                           | 10:10                       | -                           |
| 10:30                       | -                           | 11:35                       | -                           |
| 12:50                       | -                           | 18:30                       | -                           |
| 14:45                       | -                           | -                           | -                           |
| 19:45                       | -                           | -                           | -                           |

| 台中市公車202路例假日及寒暑假時刻列表 | 台中市公車202路例假日及寒暑假時刻列表 | 台中市公車202路例假日及寒暑假時刻列表 | 台中市公車202路例假日及寒暑假時刻列表 |
| ------------------------------------- | ------------------------------------- | ------------------------------------- | ------------------------------------- |
| 愛心家園醫護室開時刻                  | 愛心家園醫護室開備註                  | 豐原開時刻                            | 豐原開備註                            |
| 09:00                                 | -                                     | 09:10                                 | -                                     |
| 10:30                                 | -                                     | 10:15                                 | -                                     |
| 12:50                                 | -                                     | 11:25                                 | -                                     |
| 13:50                                 | -                                     | 14:20                                 | -                                     |
| 14:10                                 | -                                     | 17:35                                 | -                                     |
| 15:45                                 | -                                     | 18:15                                 | -                                     |
| 18:55                                 | -                                     | -                                     | -                                     |

### 收費
依里程計費；刷卡10公里免費

### 停站
- 路線圖更新時間為2025年3月5日。
- 參見右側站牌路線圖。